# Ternstroemia philippinensis
Ternstroemia philippinensis är en tvåhjärtbladig växtart som beskrevs av Elmer Drew Merrill. Ternstroemia philippinensis ingår i släktet Ternstroemia och familjen Pentaphylacaceae. Utöver nominatformen finns också underarten T. p. megacarpa.